# Сінтія Купер-Дайк
Сінтія Купер-Дайк (англ. Cynthia Cooper-Dyke, 14 квітня 1963) — американська баскетболістка.
Олімпійська чемпіонка 1988 року, бронзова призерка 1992 року.
Переможниця Панамериканських ігор 1987 року.
Чемпіонка світу 1986, 1990 років.
Переможниця юнацького чемпіонату світу (U-19) 2007 року.
Срібна призерка Кубка Р. Вільяма Джонса 1981 року.